# Lignosus
Lignosus là một chi nấm thuộc họ Polyporaceae.